# Calci acetat/magnesi carbonat
Calci acetate/magnesi carbonate là một loại thuốc kết hợp liều cố định có chứa các ion 110 mg calci và 60 mg magiê và được chỉ định là chất kết dính phosphat cho bệnh nhân chạy thận bị tăng phosphor máu (nồng độ phosphor huyết thanh cao bất thường). Nó được đăng ký bởi Fresenius Medical Care dưới tên thương mại Renepho (Bỉ) và OsvaRen (một số quốc gia châu Âu khác).

## Sử dụng lâm sàng
Phosphor có trong thực phẩm có hàm lượng protein cao cũng như trong thực phẩm chế biến. Nó được hấp thụ bởi ruột non. Thận khỏe mạnh loại bỏ phosphor dư thừa ra khỏi cơ thể. Một trong những hậu quả của suy thận là loại bỏ phosphor không đầy đủ dẫn đến tăng nồng độ phosphor huyết thanh. Điều này có thể làm xấu đi việc sản xuất quá mức hormone tuyến cận giáp (cường tuyến cận giáp) và có thể dẫn đến chứng loạn dưỡng xương do thận, vôi hóa mạch máu và liên quan đến tử vong do tim mạch (được gọi là bệnh thận mạn tính - rối loạn khoáng chất và xương, CKD-MBD). Ngoài liệu pháp lọc máu và hạn chế chế độ ăn uống, một liệu pháp dược phẩm để giảm mức phosphor huyết thanh được khuyến nghị.

## Cơ chế hoạt động
Calci acetate/magnesi carbonate được uống cùng với bữa ăn. Các hợp chất calci axetat và magnesi cacbonat liên kết phosphor có nguồn gốc từ thực phẩm do đó hình thành muối phosphat khó tiêu trong ruột sau đó được bài tiết qua phân. Mục đích của trị liệu là đạt được mức phosphor huyết thanh bình thường, tức là trong khoảng 0,81 - 1,45   mmol/l (2,5 - 4,5   mg/dl).

## Tác dụng phụ
Tác dụng phụ của liệu pháp dược phẩm như rối loạn tiêu hóa, ví dụ buồn nôn, táo bón hoặc tiêu chảy có thể xảy ra, cũng như rối loạn chuyển hóa và dinh dưỡng, ví dụ như tăng calci máu hoặc tăng magnesi máu.